# پابلو اولیویرا
پابلو اولیویرا (انگلیسی: Pablo Oliveira؛ زادهٔ ۸ مارس ۱۹۸۷) بازیکن فوتبال اهل اسپانیا است.
از باشگاه‌هایی که در آن بازی کرده‌است می‌توان به باشگاه فوتبال رکریتیوو اوئلوا و باشگاه فوتبال پومفرادینا اشاره کرد.